# Oakland (Washington)
Oakland az Amerikai Egyesült Államok északnyugati részén, Washington állam Mason megyéjében elhelyezkedő önkormányzat nélküli település.
Oakland postahivatala 1858 és 1889 között működött. A település nevét a környező tölgyfákról (angolul oak) kapta.

## Fordítás
- Ez a szócikk részben vagy egészben  az   Oakland, Washington című angol Wikipédia-szócikk ezen változatának fordításán alapul.  Az eredeti cikk szerkesztőit annak laptörténete sorolja fel. Ez a jelzés csupán a megfogalmazás eredetét és a szerzői jogokat jelzi, nem szolgál a cikkben szereplő információk forrásmegjelöléseként.